# Rio Bâsculiţa
O Rio Bâsculiţa é um rio da Romênia afluente do Rio Bâsca Mare, localizado no distrito de Buzău.